# كأس قطر 2010
كأس قطر 2010 هو موسم من كأس قطر. شارك فيه 4 فرق، وفاز فيه نادي الغرافة.